# Кто-то там наверху любит меня
«Кто-то там наверху любит меня» (англ. Somebody Up There Likes Me) — американский биографический драматический фильм 1956 года о боксёре Рокки Грациано, лауреат двух премий «Оскар».

## Сюжет
Рокки Грациано — подросток из неблагополучной семьи, частенько побиваемый собственным отцом. Он становится членом уличной банды и втягивается в череду криминальных событий. Вскоре он попадает в тюрьму, а после освобождения сразу же отправлен в армию, но дезертирует оттуда. В поисках денег Рокки начинает участвовать в боксёрских боях и обнаруживает в себе талант к этому делу: он одерживает ряд блистательных побед, пока армейские чиновники не обнаруживают беглеца.
Дезертира направляют служить в дисциплинарную часть (англ. United States Disciplinary Barracks), где он продолжает совершенствовать своё мастерство. Вскоре он знакомится с сестрой своего друга, Нормой, на которой и женится.
Его карьерному взлёту мешает поражение в бою с Тони Зэйлом. Далее следуют шантаж, отказ от боя, допрос, лишение лицензии на бои…

## В ролях
- Пол Ньюман — Рокки Грациано
- Пьер Анджели — Норма Грациано
- Эверетт Слоун — Ирвинг Коэн
- Айлин Хекарт — Барбелла, мать Рокки
- Харольд Джей Стоун — Ник Барбелла
- Сэл Минео — Ромоло
- Рэй Стриклин[англ.] — Брайсон

В титрах не указаны
- Роберт Лоджиа — Фрэнки Пеппо
- Стив Маккуин — Фидель
- Фрэнк Кампанелла[англ.] — детектив
- Дин Джонс — рядовой на военной базе
- Бенни Рубин — промоутер боёв

## Работа над фильмом
Роль Рокки Грациано изначально предполагалась для Джеймса Дина, но он погиб незадолго до начала съёмок. Его заменил Пол Ньюман, для которого это была уже вторая роль, доставшаяся от Дина. Ранее он снялся в телевизионной постановке «Чемпион». Предыдущий фильм Ньюмана, костюмированная драма «Серебряная чаша», оказался провальным, и актёр в этот раз подошёл максимально ответственно к исполнению своей роли. Он настоял на двухнедельных репетициях перед началом съёмок. Ньюман много времени проводил в спортзале, чтобы убедительно выглядеть в роли боксёра, осваивал боксёрские приёмы, проводил спарринги с профессионалами, включая Тони Зейла, который участвовал и в съёмках фильма, а также общался с самим Рокки Грациано.
В ленте свои дебютные роли исполнили известные позднее актёры Фрэнк Кампанелла, Роберт Лоджиа и Дин Джонс — все в титрах не указаны; также это один из первых фильмов Стива Маккуина. Айлин Хекарт, играющая мать Рокки, всего на 6 лет старше Пола Ньюмана.

## Награды и номинации[3]
- В 1957 году фильм получил два «Оскара» за лучшую работу художника-постановщика и за лучшую операторскую работу, номинировался в категории «Лучший монтаж».
- В 1962 году фильм получил CEC Award (Италия) в категории «Лучший иностранный актёр» — Пол Ньюман.
- В 1957 году фильм номинировался на премию Гильдии режиссёров Америки в категории «За лучшую режиссуру», и на премию Гильдии сценаристов Америки в категории «За лучший сценарий американской драмы».